# Nick Gilder
Nick Gilder, född 21 december 1951 i London, är en sångare som kom till rockgruppen Sweeney Todd från Kanada. Gruppen toppade 1975 den kanadensiska singellistan med "Roxy Roller" i tre veckor. Han har också en solokarriär.
Senare lämnade han tillsammans med James McCulloch, gitarrist och låtskrivarpartner, gruppen.
Gilder har också varit en framgångsrik låtskrivare åt andra.